# Großenwieden

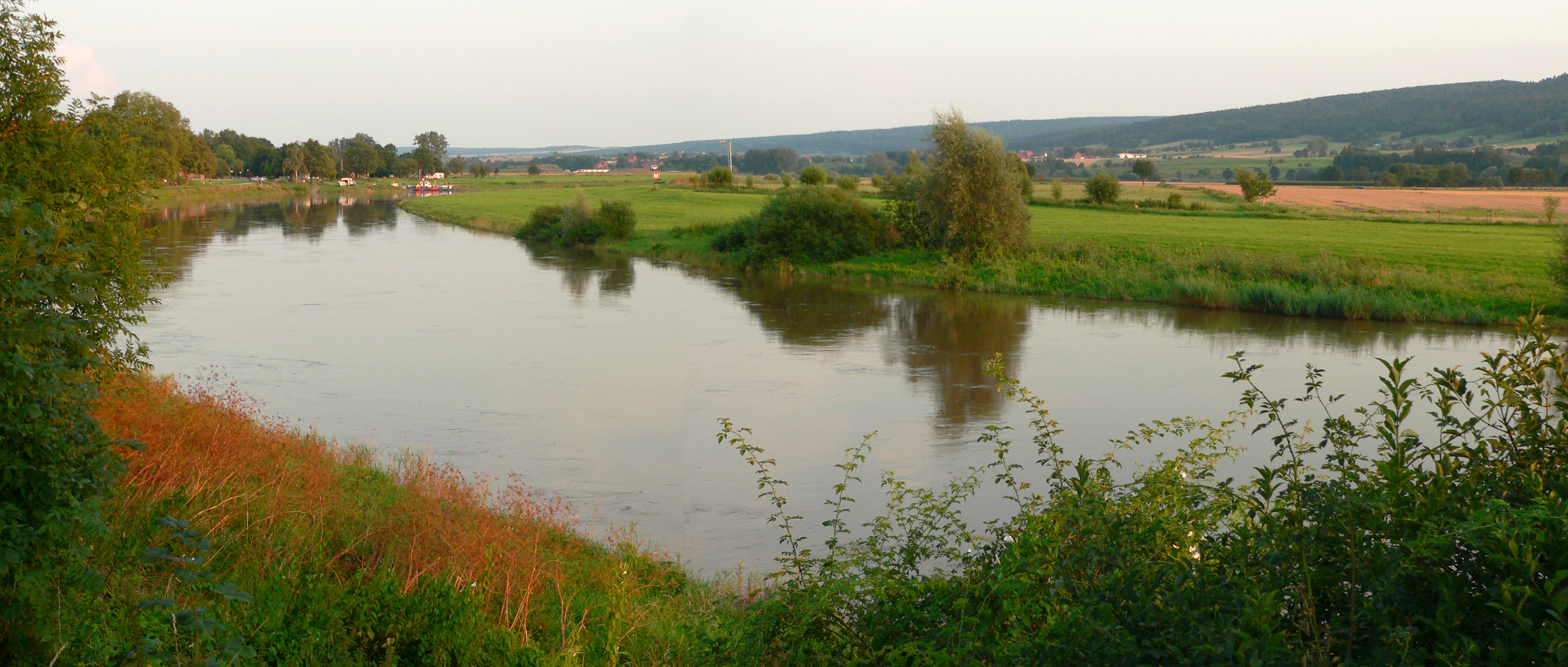
Weser bei Großenwieden

Großenwieden ist ein Ortsteil von Hessisch Oldendorf im Landkreis Hameln-Pyrmont in Niedersachsen. Das Fährdorf liegt etwa 2 km westlich von Hessisch Oldendorf an der Weser. Nachbarort ist Kleinenwieden.

## Geschichte
In Ortsnähe wurde im Jahre 2012 bei Baggerarbeiten in der Weser das Schwert von Großenwieden gefunden, bei dem es sich um ein frühmittelalterliches Schwert aus dem 10. Jahrhundert handelt. Anhand seiner Klingeninschrift lässt es sich den Ulfberht-Schwertern zurechnen. Es handelt sich um das erste Fundstück dieser Art in Niedersachsen.
In Großenwieden wurden im Jahr 1655 Hexenverfolgungen durchgeführt: Sieben Personen wurden in Hexenprozessen angeklagt, alle Verfahren endeten mit Hinrichtung.

## Kirchen

### St. Matthaei

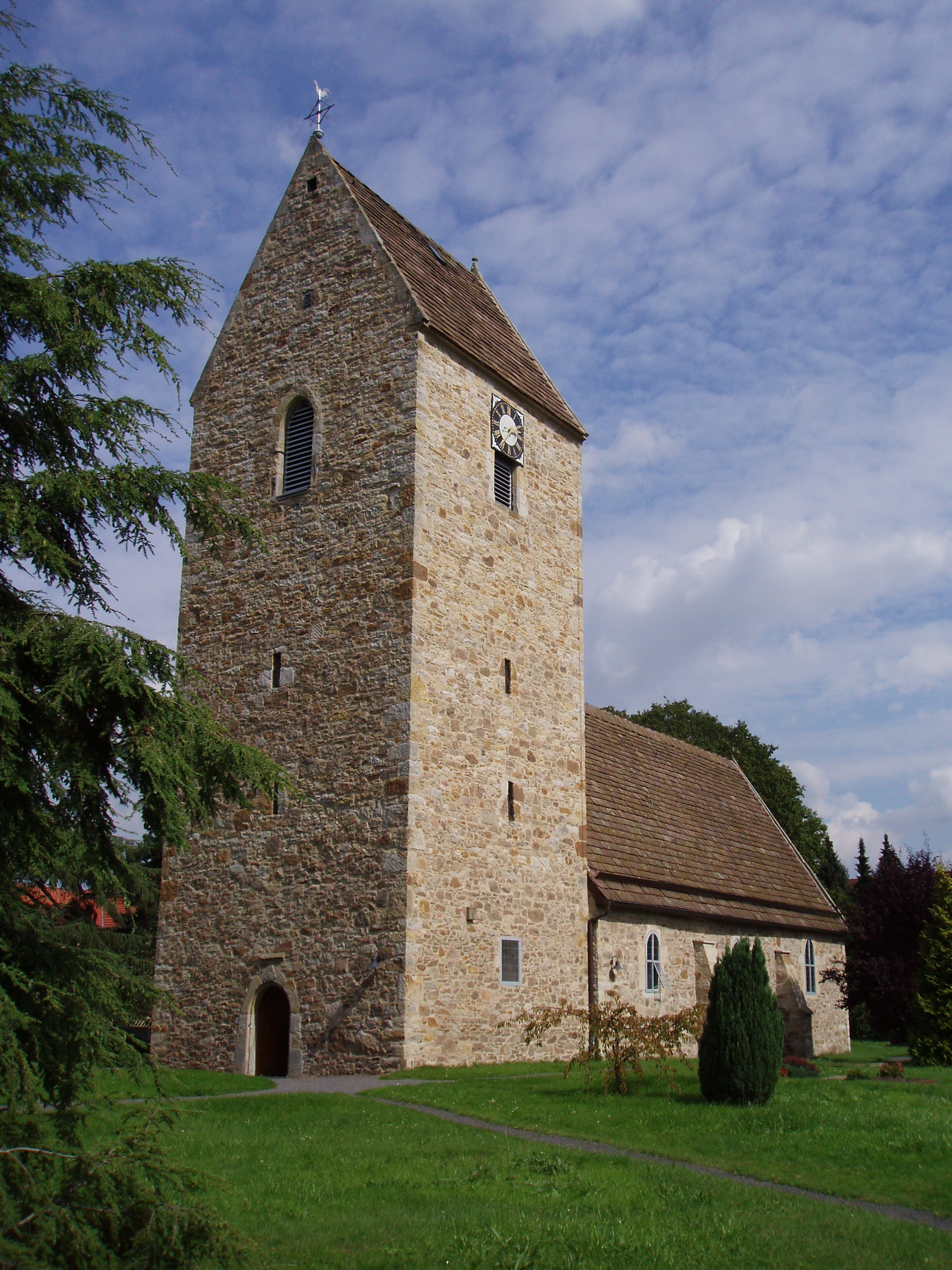
St. Matthaei

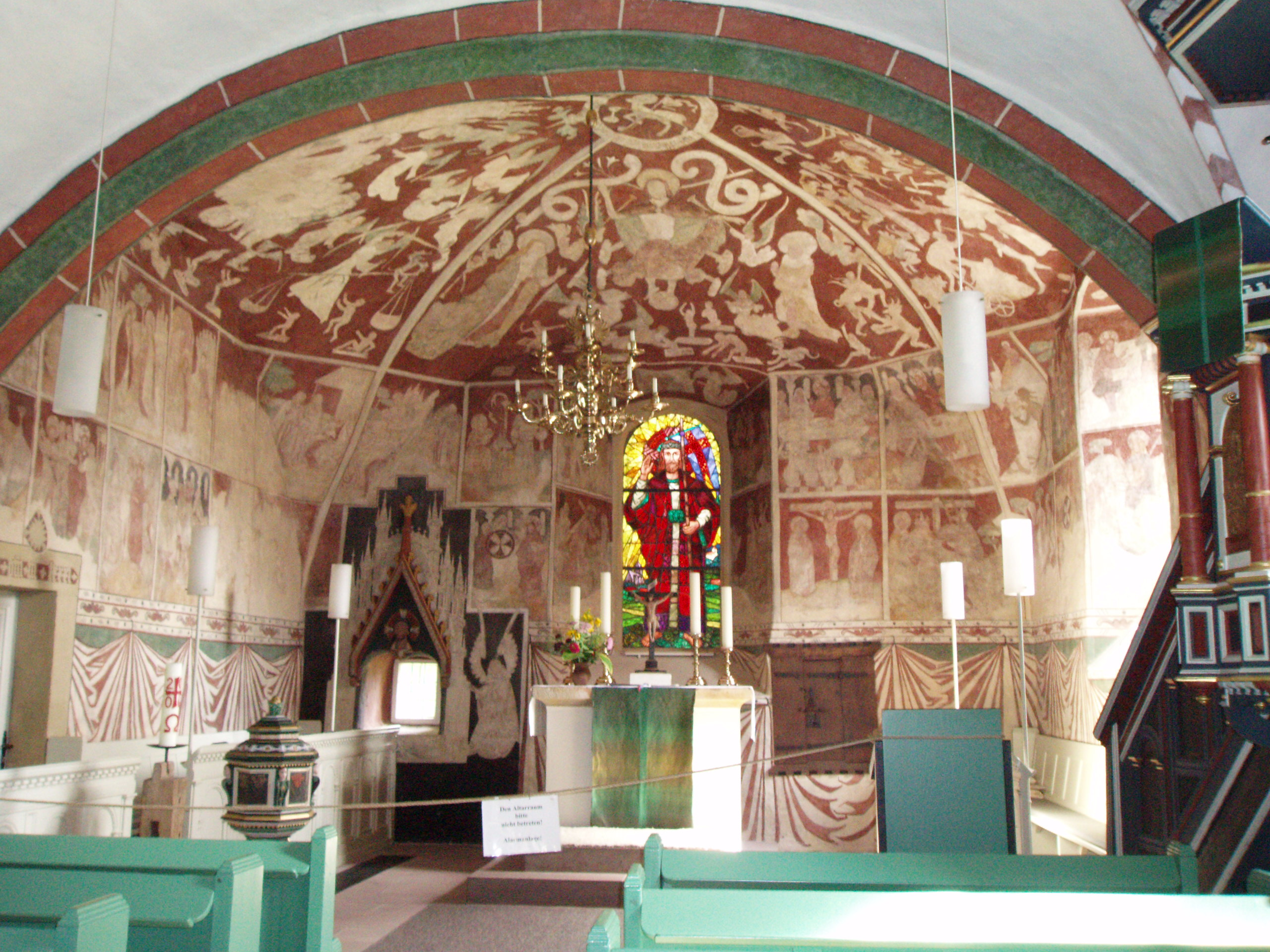
Der freskenbemalte Chorraum mit dem Tabernakel-Fenster (links) und dem Glasgemälde von 1927 (Mitte)

Der Ort Großenwieden ist von kunstgeschichtlicher Bedeutung wegen seiner gotischen St.-Matthaei-Kirche. Eine erste Erwähnung stammt aus dem Jahr 1031, als die Kirche dem Kloster Abdingshof übertragen wurde. Die heutige Kirche wurde im späten 13. Jahrhundert aus Bruchsteinen errichtet. Sie bestand ursprünglich wohl nur aus den beiden westlichen Gewölben der heutigen Kirche; Turm und Chorraum sind später entstanden. Die angebaute Sakristei stammt von 1481. Eine einschneidende Baumaßnahme fand 1927 statt, als die beiden nördlichen Gewölbejoche errichtet wurden. Hierbei wurden auch die Fresken im Altarraum freigelegt.
Ältestes Kunstwerk ist der Tabernakel von Arnold Eckersten von 1300 im Altarraum; die Reformation mit ihrem veränderten Abendmahlverständnis wandelte ihn zu einem Fenster um. Ein hölzerner Wandschrank an der Ostwand ist der gotischen Zeit zuzuordnen. 1488 wurde der Chorraum mit Fresken mit zahlreichen Szenen aus dem Alten und dem Neuen Testament (20 in einer oberen und 18 in einer unteren Bildreihe) ausgestattet. Hexen- und Teufelsdarstellungen sind teilweise sehr drastisch.
Im Kirchturm hängt eine Bronzeglocke von 1519. Die Abendmahlsgeräte wurden 1664, ein Kronleuchter 1680 gestiftet. Kanzel, Kruzifix auf dem Altar und Taufstein stammen aus dem 17. Jahrhundert. Das Fenstergemälde über dem Altar von 1927 zeigt den Auferstandenen.
Der Orgelprospekt ist von 1747, die Orgel dahinter ist 1981 geschaffen worden.
Die Kirchengemeinde St. Matthaei gehört zum Kirchenkreis Grafschaft Schaumburg der Evangelisch-lutherischen Landeskirche Hannovers.

### St. Hedwig

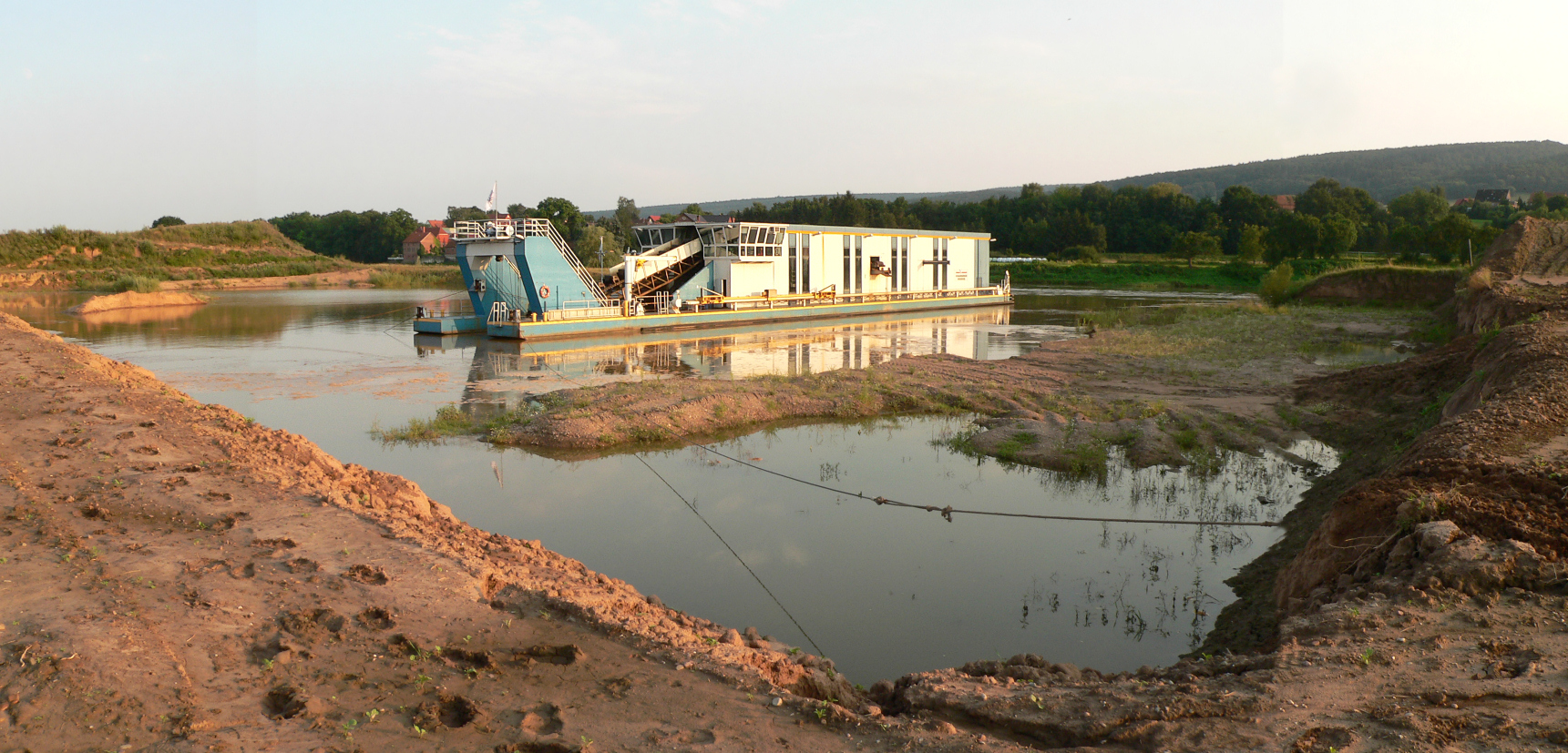
Kiesabbau an der Weser

Durch die Flucht und Vertreibung Deutscher aus Mittel- und Osteuropa 1945–1950 ließen sich im durch die Reformation protestantisch geprägten Großenwieden wieder Katholiken nieder, deren Gottesdienste zunächst in der evangelischen Kirche und im Saal des Gasthauses Beermann stattfanden. 1974 kam es zum Bau einer katholischen Kirche, die am östlichen Ende der Straße Mühlenbreite als Betonfertigteilkirche mit freistehendem Turm vom Diözesanbauamt des Bistums Hildesheim unter der Leitung von Josef Fehlig errichtet wurde. Am 22. Juni 1974 wurde sie durch Bischof Heinrich Maria Janssen geweiht. Sie bekam das Patrozinium der heiligen Hedwig von Andechs, der Schutzpatronin von Schlesien, der früheren Heimat vieler Katholiken in Großenwieden.
Seit 2012 gehörte die Kirche zur Kirchengemeinde St. Sturmius in Rinteln, zuvor gehörte sie zu St. Bonifatius im benachbarten Hessisch Oldendorf. Am 12. Februar 2021 erfolgte ihre Profanierung durch Bischof Heiner Wilmer, sie wurde verkauft und 2022 abgerissen.

## Fähre

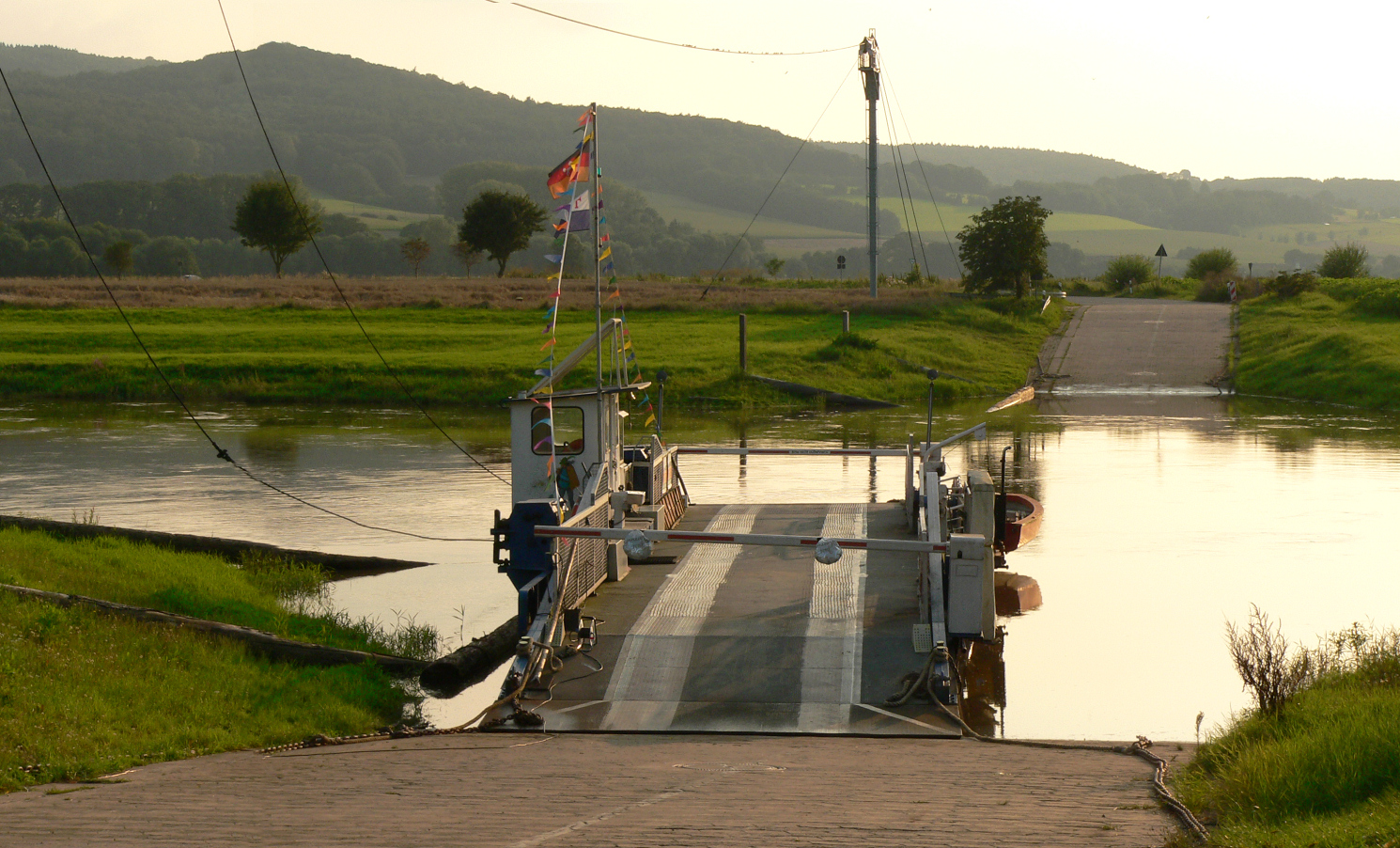
Weserfähre Großenwieden

Die Weserfähre Großenwieden verbindet die Hessisch Oldendorfer Ortsteile Großenwieden und Rumbeck miteinander. Seit 1922 gibt es die Fährverbindung durch eine Hochseilfähre. Das heutige 24 m lange und 5 m breite Modell wurde 1960 von der Bayerischen Schiffbaugesellschaft in Erlenbach am Main gebaut. 1979/80 wurde die Fährstelle 50 m stromaufwärts verlegt.

## Persönlichkeiten
- Die Spechtsche (–1655), mit ihrer Hinrichtung begannen in Großenwieden die Hexenprozesse.[7]
- Fritz Hohmeier (1876–1950), Mediziner, Präsident der Ärztekammer von Rheinland-Pfalz
- Heinrich Beerbom (1892–1980), Kommunalpolitiker, Ehrenbürger von Bramsche
- Johannes-Peter Stasch (* 1954), geboren in Großenwieden, Pharmakologe, Chief Scientist Bayer AG, Hochschullehrer, Mitglied der Leopoldina